# Wólka Rakowska
Wólka Rakowska [ˈvulka raˈkɔfska] es un pueblo ubicado en el distrito administrativo de Gmina Krasnosielc, dentro del Condado de Maków, Voivodato de Mazovia, en el este de Polonia central. Se encuentra aproximadamente a 10 kilómetros al norte de Krasnosielc, a 27 kilómetros al norte de Maków Mazowiecki, y a 99 kilómetros al norte de Varsovia.